# Tcl
För elektroniktillverkaren TCL, se se TCL Corporation.
Tcl (uttalas som engelskans "tickle") är ett skriptspråk. Det är speciellt vanligt på Unix och Linux-system, ofta åtföljt av det grafiska gränssnittsverktyget Tk.
Tcl utvecklades från början av John Ousterhout för att effektivisera skriptmöjligheterna i olika typer av programvarubaserade verktyg för hårdvarukonstruktion. Detta skedde vid Berkeleyuniversitetets EDA- och CAD-forskning. Där utvecklade man ett antal forskningsverktyg och i stort sett varje verktyg utrustades med ett eget skriptspråk. Ousterhout insåg att det var bättre att ha ett gemensamt skriptspråk som sedan kunde utökas med de specifika kommandon som respektive verkyg behövde.